# Liste der Monuments historiques in Boulaincourt
Die Liste der Monuments historiques in Boulaincourt führt die Monuments historiques in der französischen Gemeinde Boulaincourt auf.

## Liste der Objekte
| Bezeichnung                | Beschreibung                                            | Standort                                                           | Kennzeichnung | Schutzstatus | Datum | Bild |
| -------------------------- | ------------------------------------------------------- | ------------------------------------------------------------------ | ------------- | ------------ | ----- | ---- |
| Gemälde Abendmahl          | Ölfarbe auf Holz, Holzrahmen, Ende des 18. Jahrhunderts | ehemals in der Kirche Assomption de Notre-Dame; Verbleib unbekannt | PM88000074    | Classé       | 1985  |      |
| Skulptur Heiliger Johannes | 16. Jahrhundert                                         | ehemals in der Kirche Assomption de Notre-Dame; Verbleib unbekannt | PM88001263    | Inscrit      | 1984  |      |
| Kreuzweg                   | zwei Gemälde; Ölfarbe auf Leinwand, 19. Jahrhundert     | ehemals in der Kirche Assomption de Notre-Dame; Verbleib unbekannt | PM88001262    | Inscrit      | 1984  |      |